# Віктор Качинський
Віктор Качинський (народився 15 серпня 1899 в Житомирі Волинської губернії Російської імперії, розстріляний на весні 1940 в Катині) — підполковник артилерії Армія Польщі, кавалер Хреста Хоробрих, інвалід війни, жертва Катинської різанини.

## Біографія
Він народився в сім'ї Антонія Качинського, генерал-майора та Мальгоржати, уродженої Поповської.
Солдат Першого польського корпусу в Росії. Учасник Польсько-більшовицька війни 1920 р. (Тричі поранений). Внаслідок поранень він став інвалідом, йому ампутували руку.
1 червня 1921 року він служив у 8-му Плоцькому легкому артилерійському полку. 3 травня 1922 року він був затверджений в званні лейтенанта. У 1922—1924 роках його направили у Варшавський технологічний університет для закінчення навчання, залишаючись штатним офіцером 8-го польового артилерійського полку. У 1922 році він став членом академічної корпорації «Спарта» у Варшаві. 31 березня 1924 року він був призначений капітаном в 93-му корпусі артилерійських офіцерів. У листопаді цього року, після відкликання з доручення вчитися, він повернувся додому у 8-й Плоцький легкий артилерійський полк. 1 квітня 1925 р. він був делегований на шестимісячні курси командирів батарей Артилерійської стрілецької школи в Торуні і був призначений в ескадрилью артилерійської школи Корпусного округу № 1 на посаду командира резервної кадетської шкільної батареї. 2 грудня 1930 року він був призначений майором з вислугою років в корпус артилерійських офіцерів. 3 серпня 1931 р. він був переведений до Школи курсантів піхоти в Острув-Мазовецька. 9 грудня 1932 р. було оголошено про його передачу до Центру підготовки артилерії в Торуні. У 1935 році його направили на курси до Вищої технічної школи в Парижі.
Співавтор 75-мм гармати. У 1937 році, як фахівець, він був викладачем механіки та конструкції матеріалів в артилерійській кадетській школі в Торуні. Він отримав звання підполковника 19 березня 1939 року і був 15-м у корпусі артилерійських офіцерів.
У вересневій кампанії він потрапив у полон до СРСР. Станом на 19-29 жовтня він перебував у полоні в транзитному таборі польських полонених. У листопаді 1939 року його перевезли до Козельська. У період з 11 по 12 квітня 1940 року він був переданий у розпорядження керівника області НКВС у Смоленську. Він був убитий між 13 і 14 квітня 1940 року органами НКВС у Катинському лісі. Ідентифіковано під час ексгумації, здійсненої німцями в 1943 році, запис у журналі ексгумації під датою 8 травня 1943 року. На останках були знайдені за списком Польського Червоного Хреста — зброя з ініціалами «СБ» (король Стефан Баторій, покровитель 3-го полку важкої артилерії), військова книжка, свідоцтво про щеплення табору No 1206, сувенір з Ченстохови, дерев'яний хрест. До 1956 р. родичі шукали інформацію через Інформаційно-дослідне бюро Польського Червоного Хреста у Варшаві.
5 жовтня 2007 року міністр національної оборони Олександр Щигло призначив його посмертно у званні полковника. Акція була оголошена 9 листопада 2007 р. У Варшаві під час церемонії «Ми пам'ятаємо Катинь — святкуємо пам'ять героїв».
Срібний хрест ордена Virtuti Militari (№ 14384) — колективна, посмертна прикраса польських солдатів, вбитих в Катині та інших невідомих місцях страти, нагороджена Президентом Республіки Польща в еміграції, професором Станіславом Островським (11 листопада 1976 р.)
Хрест вересневої кампанії — колективна, посмертна пам'ятна прикраса всіх жертв Катинської різанини (1 січня 1986 р.)

## Ордени та прикраси
1. Хрест Хоробрих — чотири рази
2. Срібний хрест заслуг
3. Медаль Незалежності — 3 червня 1933 р. «За працю в справі відновлення незалежності»
4. Пам'ятна медаль за війну 1918—1921 років «Польща для вашого захисника»
5. Медаль 10-го відновленої незалежності